# Вітус (фільм, 2006)
 Вітус (нім. Vitus) — швейцарська музична драматична кінокомедія 2006 року режисера Фреді М. Мурера.

## Сюжет
Вітус — вундеркінд, він значно випереджає своїх однолітків у школі, а також виявляє надзвичайні здібності до гри на фортепіано. Його батьки роблять все можливе, щоб розвивати музичний талант сина, і надіються, що він стане видатним піаністом. Чи зможе Вітус оправдати надії своїх батьків?

## Ролі виконують
- Фабріціо Борсані  — 6-річний Вітус
- Тео Георгіу[en] — 12-річний Вітус
- Бруно Ганц — дід Вітуса
- Джуліка Дженкінс — Геоена фон Глдьцен
- Урс Юкер — Лео фон Глдьцен

## Навколо фільму
- У фінальній сцені фільму Вітус виконує фортепіанний концерт Роберта Шумана з Цюрихським камерним оркестром[de]. Швейцарський піаніст Тео Георгіу (*1992), який зіграв роль Вітуса у фільмі, у 12-річному віці насправді дебютував у 2004 році в цюрихському концертному залі Тонхале, виконавши Концерт Роберта Шумана з оркестром Тонгале.

## Нагороди
- 2006 Нагорода Чиказького міжнародного кінофестивалю:
  - приз глядацьких симпатій — Фреді М. Мурер
- 2007 Нагорода швейцарського кіно
  - найкращий фільм[de] — Фреді М. Мурер
- 2007 Премія Ундина Баденського кінофестивалю (Австрія):
  - найкращий дебют актора — Тео Георгіу

## Музика в фільмі
- «Рондо A-Moll KV 511» В. А. Моцарт
- «Lichtstück Nr. 4» von Mario Beretta
- «Етюд» Карл Черні
- «Весела альборада» (Alborada del gracioso) Моріс Равель
- «Соната 263» Доменіко Скарлатті
- «Дикий вершник» Роберт Шуман
- «Угорська рапсодія Nr. 6» Франц Ліст
- «Кампанелла» Франц Ліст
- «Концерт для фортепіано in A-Moll Opus 54» Роберт Шуман (Заключна сцена)
- «Гольдберг-варіації» Й. С. Бах
- «Lichtstück Nr. 1» von Mario Beretta
- «Реквієм in D-Moll, K 626» В. А. Моцарт
- «Межі міста Натбуш» (Nutbush City Limits) Тіна Тернер